# Li'on Dici'an
Li'on Dici'an nebo Leon Dycian (hebrejsky: ליאון דיציאן, žil 17. listopadu 1911 – 1. března 1984) je izraelský politik a bývalý poslanec Knesetu za stranu Likud.

## Biografie
Narodil se ve městě Janów v pozdějším Polsku. Vystudoval univerzitu, získal osvědčení pro výkon profese právníka. V roce 1935 přesídlil do dnešního Izraele.

## Politická dráha
Byl členem ústředního výboru Liberální strany a výkonného výboru odborové centrály Histadrut. V izraelském parlamentu zasedl po volbách v roce 1973, do nichž šel za Likud. Pracoval v parlamentním výboru pro veřejné služby a výboru práce. Ve volbách v roce 1977 mandát neobhájil.